# Campeonato Venezuelano de Futebol de 2025 – Primeira Divisão
A Liga de Futebol Profissional Venezuelano de 2025 ou Liga FUTVE de 2025, conhecida comercialmente e oficialmente como Liga Banco de Venezuela 2025, é a 69.ª edição da Primera División, competição de clubes de futebol equivalente à primeira divisão do futebol venezuelano, e a 44.ª desde o início da era profissional. O campeonato é organizado pela Liga de Futebol Profissional Venezuelano (Liga FUTVE), órgão interno da Federação Venezuelana de Futebol (FVF), entidade máxima do futebol na Venezuela. A competição teve início em 24 de janeiro.
Um total de 14 equipes participam da competição, sendo 12 remanescentes da temporada anterior e duas promovidas da Segunda Divisão.
Pelo segundo ano consecutivo, o Deportivo Táchira chega como o atual campeão em defesa do título.

## Regulamento
A temporada será dividida em dois torneios curtos: Apertura e Clausura, ambos com o mesmo sistema de disputa. Cada torneio terá três fases:
1. Fase de classificação: 13 rodadas no sistema de pontos corridos em turno único;
2. Quadrangular semifinal: Dois grupos de quatro equipes no sistema de pontos corridos, em jogos de ida e volta;
3. Final: Jogo único entre os vencedores de cada grupo para definir o campeão de cada torneio.

Os campeões de cada torneio curto garantem vaga na Taça Libertadores e na Final Absoluta da temporada. Uma classificação geral, somando os resultados das fases classificatórias dos dois torneios, definirá as demais vagas para competições internacionais:
1. Taça Libertadores: Campeão e vice-campeão da Liga FUTVE + dois melhores da classificação geral;
2. Copa Sul-Americana: Vice-campeões de cada torneio curto + dois seguintes mais bem posicionados da classificação geral que não estejam classificados à Libertadores.

O rebaixamento será aplicado ao último colocado da classificação geral.
A Final Absoluta, disputada em jogo único, decidirá o Campeão da Temporada. Caso um mesmo time vença os dois torneios (Apertura e Clausura), será automaticamente declarado Campeão Absoluto.

## Participantes
Um total de 14 times competem na temporada: os 13 melhores colocados da temporada de 2024, além do Yaracuyanos da Segunda Divisão de 2024, que venceu o Anzoátegui na final da categoria em 30 de novembro de 2024. O Yaracuyanos ocupa a vaga deixada pelo Inter de Barinas, rebaixado ao término da temporada anterior após terminar na última posição da classificação geral.
Após o término da temporada de 2024, foi noticiado que o Angostura e o vice-campeão da Segunda Divisão, o Anzoátegui, estavam negociando uma fusão, por meio da qual o Anzoátegui assumiria a vaga do Angostura na Primeira Divisão. Em 14 de janeiro de 2025, a Liga FUTVE confirmou que o Anzoátegui substituiria o Angostura no torneio, enquanto este último ocuparia a vaga do Anzoátegui na Segunda Divisão.

### Informações dos clubes
| Clube                   | Cidade            | Estado           | Títulos              |
| ----------------------- | ----------------- | ---------------- | -------------------- |
| Academia Puerto Cabello | Puerto Cabello    | Carabobo         | nenhum               |
| Anzoátegui              | Puerto La Cruz    | Anzoátegui       | nenhum               |
| Carabobo                | Valencia          | Carabobo         | nenhum               |
| Caracas                 | Caracas           | Distrito Capital | 12 (último em: 2019) |
| Deportivo La Guaira     | Caracas           | Distrito Capital | 1 (2020)             |
| Deportivo Táchira       | San Cristóbal     | Táchira          | 11 (último em: 2024) |
| Estudiantes de Mérida   | Mérida            | Mérida           | 2 (último em: 1985)  |
| Metropolitanos          | Caracas           | Distrito Capital | 1 (2022)             |
| Monagas                 | Maturín           | Monagas          | 1: 2017              |
| Portuguesa              | Acarigua / Araure | Portuguesa       | 5 (último em: 1978)  |
| Rayo Zuliano            | Maracaibo         | Zúlia            | nenhum               |
| Universidad Central     | Caracas           | Distrito Capital | 1 (1957)             |
| Yaracuyanos             | San Felipe        | Yaracuy          | nenhum               |
| Zamora                  | Barinas           | Barinas          | 4 (último em: 2018)  |

## Torneo Apertura
O Torneo Apertura foi o primeiro torneio da temporada de 2025. Teve início em 24 de janeiro e foi encerrado em 14 de junho de 2025.
Universidad Central
Em 14 de junho de 2025, a UCV, após 68 anos, conquistou mais um título oficial na Liga FUTVE, ao sagrar-se campeã do Torneio Apertura de 2025. A vitória por 1 a 0 sobre o Deportivo Táchira, no Estádio Olímpico de Caracas, coroou a campanha histórica. A data ficará marcada na história do clube Tricolor, que, desde a conquista de sua primeira estrela no campeonato inaugural da liga, em 1957, não havia voltado a erguer um troféu da primeira divisão. A partida teve um marco especial na arbitragem: foi comandada por Emikar Calderas, a primeira mulher a apitar uma final da Liga FUTVE. Com o título, a UCV garante vaga na Copa Libertadores pela segunda vez consecutiva, após a participação na Fase 2 da edição de 2025, quando enfrentou o Corinthians, do Brasil. A equipe também está garantida na disputa da Grande Final Absoluta da temporada, podendo até mesmo não precisar disputá-la caso conquiste também o Torneio Clausura.

### Primeira fase

#### Classificação
| Pos | Equipe                  | Pts | J  | V | E | D | GP | GC | SG  | Classificação           |
| --- | ----------------------- | --- | -- | - | - | - | -- | -- | --- | ----------------------- |
| 1   | Deportivo La Guaira     | 26  | 13 | 7 | 5 | 1 | 20 | 11 | +9  | #Quadrangular semifinal |
| 2   | Carabobo                | 26  | 13 | 7 | 5 | 1 | 13 | 7  | +6  | #Quadrangular semifinal |
| 3   | Universidad Central     | 25  | 13 | 7 | 4 | 2 | 15 | 9  | +6  | #Quadrangular semifinal |
| 4   | Deportivo Táchira       | 23  | 13 | 6 | 5 | 2 | 19 | 10 | +9  | #Quadrangular semifinal |
| 5   | Academia Puerto Cabello | 21  | 13 | 6 | 3 | 4 | 14 | 10 | +4  | #Quadrangular semifinal |
| 6   | Anzoátegui              | 20  | 13 | 5 | 5 | 3 | 17 | 12 | +5  | #Quadrangular semifinal |
| 7   | Portuguesa              | 18  | 13 | 5 | 3 | 5 | 14 | 14 | 0   | #Quadrangular semifinal |
| 8   | Metropolitanos          | 16  | 13 | 4 | 4 | 5 | 17 | 18 | −1  | #Quadrangular semifinal |
| 9   | Caracas                 | 16  | 13 | 4 | 4 | 5 | 12 | 15 | −3  |                         |
| 10  | Monagas                 | 15  | 13 | 4 | 3 | 6 | 17 | 21 | −4  |                         |
| 11  | Rayo Zuliano            | 14  | 13 | 4 | 2 | 7 | 13 | 17 | −4  |                         |
| 12  | Estudiantes de Mérida   | 10  | 13 | 3 | 1 | 9 | 15 | 23 | −8  |                         |
| 13  | Zamora                  | 9   | 13 | 2 | 3 | 8 | 10 | 17 | −7  |                         |
| 14  | Yaracuyanos             | 8   | 13 | 1 | 5 | 7 | 12 | 24 | −12 |                         |

#### Resultados
| Mandante \ Visitante    | APC | ANZ | CBO | CAR | DLG | TAC | ESM | MET | MON | POR | RAY | UCV | YAR | ZAM |
| ----------------------- | --- | --- | --- | --- | --- | --- | --- | --- | --- | --- | --- | --- | --- | --- |
| Academia Puerto Cabello | —   | 0–0 | 1–3 | —   | —   | 3–2 | —   | —   | 1–0 | 2–1 | 1–0 | —   | —   | —   |
| Anzoátegui              | —   | —   | —   | —   | 0–1 | 0–0 | —   | 3–1 | —   | 0–0 | 3–1 | —   | 1–1 | 2–0 |
| Carabobo                | —   | 1–0 | —   | —   | —   | 0–0 | —   | —   | 1–0 | 0–0 | 1–0 | —   | 2–2 | —   |
| Caracas                 | 0–0 | 1–0 | 0–1 | —   | —   | —   | 0–0 | 1–0 | 1–4 | —   | —   | —   | —   | —   |
| Deportivo La Guaira     | 0–0 | —   | 0–0 | 1–0 | —   | —   | 2–1 | 4–1 | —   | —   | —   | 2–2 | —   | —   |
| Deportivo Táchira       | —   | —   | —   | 1–0 | 2–1 | —   | —   | 1–1 | —   | 1–1 | —   | 1–0 | 4–0 | 0–0 |
| Estudiantes de Mérida   | 1–0 | 3–4 | 0–2 | —   | —   | 2–3 | —   | 1–2 | 2–0 | —   | 1–0 | —   | —   | —   |
| Metropolitanos          | 2–1 | —   | 3–0 | —   | —   | —   | —   | —   | 2–2 | —   | 4–2 | 0–1 | —   | 0–0 |
| Monagas                 | —   | 2–3 | —   | —   | 1–1 | 1–4 | —   | —   | —   | 0–2 | 3–2 | —   | 2–1 | 2–1 |
| Portuguesa              | —   | —   | —   | 0–2 | 1–3 | —   | 4–2 | 2–1 | —   | —   | —   | 0–1 | 1–0 | 2–1 |
| Rayo Zuliano            | —   | —   | —   | 1–1 | 1–1 | 1–0 | —   | —   | —   | 1–0 | —   | 0–2 | 2–0 | 2–0 |
| Universidad Central     | 1–0 | 1–1 | 1–1 | 1–3 | —   | —   | 2–1 | —   | 0–0 | —   | —   | —   | —   | —   |
| Yaracuyanos             | 0–3 | —   | —   | 3–3 | 1–2 | —   | 2–0 | 0–0 | —   | —   | —   | 0–2 | —   | 2–2 |
| Zamora                  | 0–2 | —   | 0–1 | 3–0 | 1–2 | —   | 2–1 | —   | —   | —   | —   | 0–1 | —   | —   |

### Quadrangular semifinal
Os oito times que avançaram para os quadrangulares semifinais foram divididos em dois grupos de quatro equipes cada. Os vencedores de cada grupo classificaram-se para a final.

#### Grupo A
| Pos | Equipe              | Pts | J | V | E | D | GP | GC | SG | Classificação |     | UCV | DLG | POR | ANZ |
| --- | ------------------- | --- | - | - | - | - | -- | -- | -- | ------------- | --- | --- | --- | --- | --- |
| 1   | Universidad Central | 12  | 6 | 3 | 3 | 0 | 15 | 11 | +4 | Final         |     | —   | 3–2 | 2–2 | 2–2 |
| 2   | Deportivo La Guaira | 10  | 6 | 3 | 1 | 2 | 10 | 7  | +3 |               |     | 0–1 | —   | 1–1 | 3–1 |
| 3   | Portuguesa          | 4   | 6 | 0 | 4 | 2 | 6  | 9  | −3 |               | 1–3 | 1–2 | —   | 0–0 |     |
| 4   | Anzoátegui          | 4   | 6 | 0 | 4 | 2 | 8  | 12 | −4 |               | 4–4 | 0–2 | 1–1 | —   |     |

#### Grupo B
| Pos | Equipe                  | Pts | J | V | E | D | GP | GC | SG | Classificação |     | TAC | CBO | MET | APC |
| --- | ----------------------- | --- | - | - | - | - | -- | -- | -- | ------------- | --- | --- | --- | --- | --- |
| 1   | Deportivo Táchira       | 15  | 6 | 5 | 0 | 1 | 11 | 5  | +6 | Final         |     | —   | 1–0 | 1–0 | 2–0 |
| 2   | Carabobo                | 8   | 6 | 2 | 2 | 2 | 10 | 9  | +1 |               |     | 2–4 | —   | 2–2 | 0–0 |
| 3   | Metropolitanos          | 6   | 6 | 1 | 3 | 2 | 7  | 9  | −2 |               | 2–1 | 1–3 | —   | 1–1 |     |
| 4   | Academia Puerto Cabello | 3   | 6 | 0 | 3 | 3 | 4  | 9  | −5 |               | 1–2 | 1–3 | 1–1 | —   |     |

### Final
| 14 de junho de 2025 | Universidad Central | 1 — 0     | Deportivo Táchira | Caracas                                              |  |
| 17:30 (UTC−4)       | K. Silva 61'        | Relatório |                   | Estádio: Olímpico de la UCV Árbitro: Emikar Calderas |  |

## Classificação geral
| Pos | Equipe                  | Pts | J  | V | E | D | GP | GC | SG  | Classificação / Rebaixamento                          |
| --- | ----------------------- | --- | -- | - | - | - | -- | -- | --- | ----------------------------------------------------- |
| 1   | Deportivo La Guaira     | 26  | 13 | 7 | 5 | 1 | 20 | 11 | +9  | Fase de grupos da Taça Libertadores de 2026           |
| 2   | Carabobo                | 26  | 13 | 7 | 5 | 1 | 13 | 7  | +6  | Primeira fase da Taça Libertadores de 2026            |
| 3   | Universidad Central (T) | 25  | 13 | 7 | 4 | 2 | 15 | 9  | +6  | (Fase a ser determinada) da Taça Libertadores de 2026 |
| 4   | Deportivo Táchira (X)   | 23  | 13 | 6 | 5 | 2 | 19 | 10 | +9  | Primeira fase da Copa Sul-Americana de 2026           |
| 5   | Academia Puerto Cabello | 21  | 13 | 6 | 3 | 4 | 14 | 10 | +4  | Primeira fase da Copa Sul-Americana de 2026           |
| 6   | Anzoátegui              | 20  | 13 | 5 | 5 | 3 | 17 | 12 | +5  | Primeira fase da Copa Sul-Americana de 2026           |
| 7   | Portuguesa              | 18  | 13 | 5 | 3 | 5 | 14 | 14 | 0   |                                                       |
| 8   | Metropolitanos          | 16  | 13 | 4 | 4 | 5 | 17 | 18 | −1  |                                                       |
| 9   | Caracas                 | 16  | 13 | 4 | 4 | 5 | 12 | 15 | −3  |                                                       |
| 10  | Monagas                 | 15  | 13 | 4 | 3 | 6 | 17 | 21 | −4  |                                                       |
| 11  | Rayo Zuliano            | 14  | 13 | 4 | 2 | 7 | 13 | 17 | −4  |                                                       |
| 12  | Estudiantes de Mérida   | 10  | 13 | 3 | 1 | 9 | 15 | 23 | −8  |                                                       |
| 13  | Zamora                  | 9   | 13 | 2 | 3 | 8 | 10 | 17 | −7  |                                                       |
| 14  | Yaracuyanos             | 8   | 13 | 1 | 5 | 7 | 12 | 24 | −12 | Rebaixamento para a Segunda Divisão                   |

1. ↑  O campeão da Primeira Divisão garantirá vaga na fase de grupos da Taça Libertadores, enquanto o vice-campeão da Primeira Divisão se classificará para a segunda fase da competição.
2. ↑  O Deportivo Táchira garantiu vaga na primeira fase da Copa Sul-Americana como vice-campeão do Torneio Apertura de 2025.

## Estatísticas

### Artilharia
- Atualizado até 14 de junho de 2025

| Pos. | Jogador            | Clube                   | Goas |
| ---- | ------------------ | ----------------------- | ---- |
| 1    | Aitor López        | Portuguesa              | 8    |
| 2    | Antony Velasco     | Anzoátegui              | 7    |
| 2    | Bryan Castillo     | Deportivo Táchira       | 7    |
| 2    | Juan Camilo Zapata | Universidad Central     | 7    |
| 5    | Charlis Ortiz      | Universidad Central     | 6    |
| 5    | José Alí Meza      | Deportivo La Guaira     | 6    |
| 7    | Jesús Hernández    | Estudiantes de Mérida   | 5    |
| 7    | Junior Paredes     | Academia Puerto Cabello | 5    |
| 7    | Miku Fedor         | Metropolitanos          | 5    |
| 7    | Ronaldo Chacón     | Portuguesa              | 5    |

Fonte: Balonazos (em castelhano)

## Premiação
| Liga FUTVE Banco de Venezuela de 2025 Primeira Divisão do Campeonato Boliviano de Futebol |
| ----------------------------------------------------------------------------------------- |
| A DEFINIR Campeão (?° título da primeira divisão)                                         |